# Абдель-Рахим, Гамаль
Гамаль Абдель-Рахим (араб. جمال عبد الرحيم‎ ;
1 мая 1924, Каир , Египет — 23 ноября 1988, Кёнигштайн, Германия) — египетский композитор, музыкальный педагог, музыковед

. пианист.

## Биография
Родился в музыкальной семье. Его отец играл на нескольких традиционных музыкальных инструментах, включая най , уд и скрипку, мать играла на пианино. В 1940-1944 годах изучал историю в Каирском университете.
Учился музыке в Германии. С 1950 года изучал музыковедение в Гейдельбергском университете. С 1952 по 1957 год — ученик Харальда Генцмера во Фрайбургской Высшей школе музыки.
В 1959 году Абдель-Рахим был назначен преподавателем теории и гармонии в недавно открывшейся Каирской консерватории. Позже, стал первым  в арабском мире заведующим факультета композиции там же, который он основал в 1971 году. 
Абдель-Рахим — один из самых видных египетских композиторов, большинство которых учились у него во время его работы в Каирской консерватории.
В своих произведениях сочетал элементы традиционной арабской музыки и современную европейскую технику композиции. Автор сочинений для оркестра (сюита, 1961; симфонические вариации, 1967; симфоническая поэма, 1972), сюиты «Осирис» для арфы, ударных и камерного оркестра (1974), кантат, камерно-инструментальных сочинений, музыки к кинофильмам.
Лауреат Государственной премией за композицию, награждён правительством Египта орденом Наук и искусств.